# Скрижаль Исиды

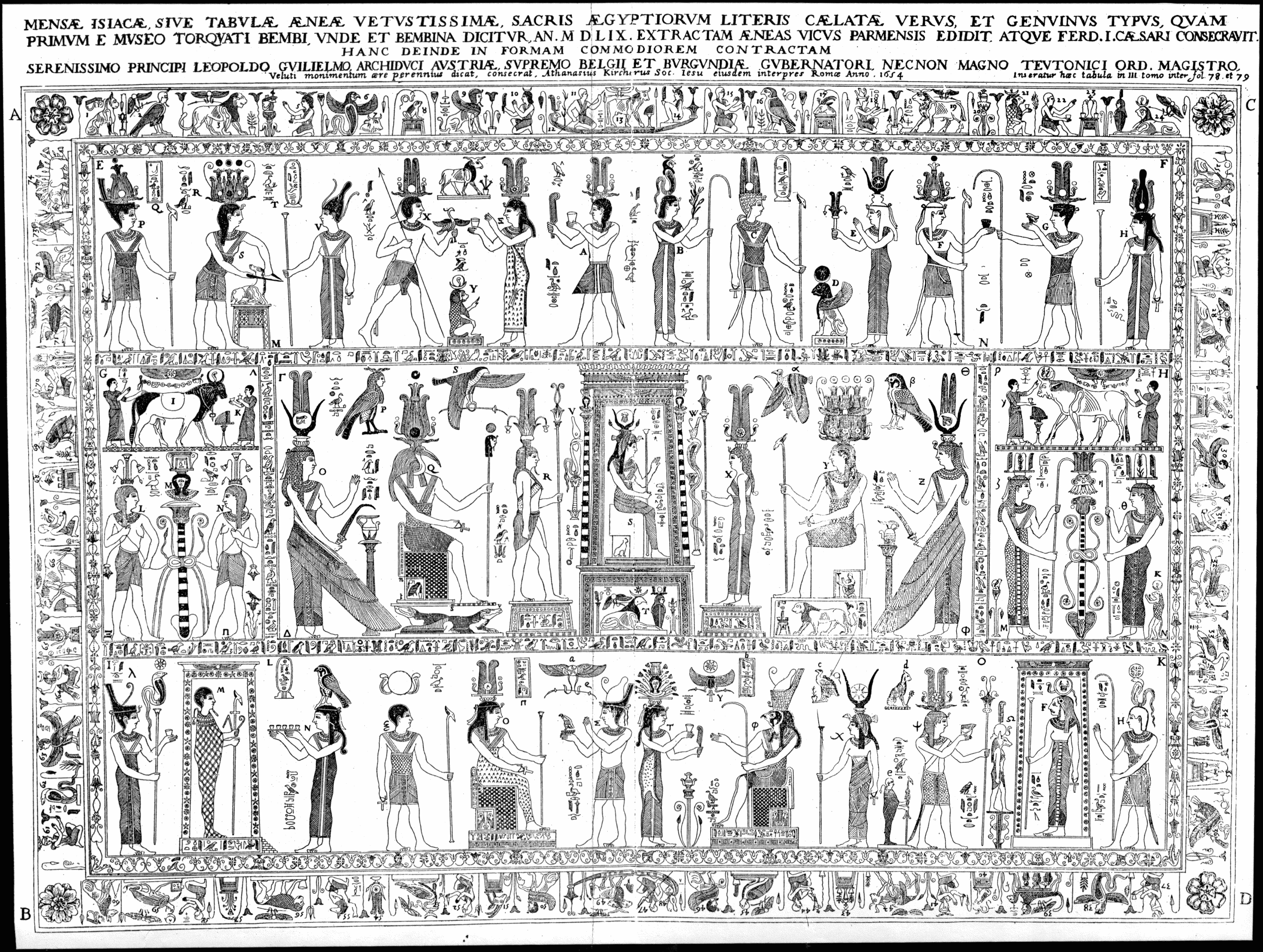
Скрижаль Исиды в книге «Œdipus Ægyptiacus» (1655) Афанасия Кирхера

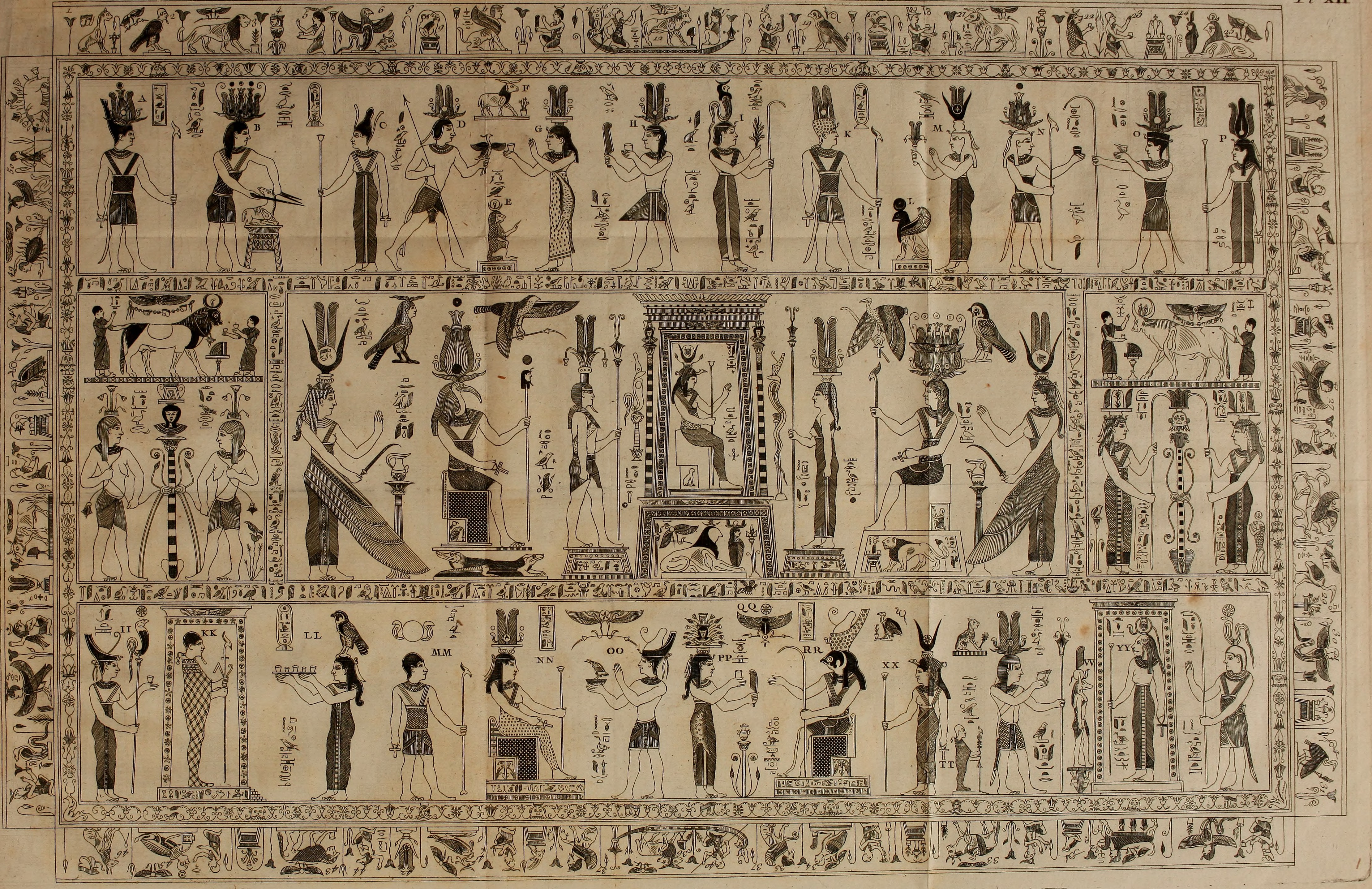
Иллюстрация французской книги 1752 года

Скрижаль Исиды, также Изидина скрижаль; Изидин стол (итал. Mensa Isiaca, лат. tabula Isiaca; доска [богини] Исиды), или табличка [кардинала] Бембо (лат. tabula Bembina), — медная доска или таблица священного характера (скрижаль) в форме параллелограмма с изображениями древнеегипетских божеств и иероглифическими надписями; центральное место занимает богиня Исида (Изида). В XVII и XVIII веках предпринимались безуспешные попытки на основании данного источника расшифровать древнеегипетские иероглифы.  Ныне экспонат Египетского музея в итальянском городе Турине.

## История
Доска была приобретена после разграбления Рима в 1527 году римским кардиналом Пьетро Бембо (1470—1547) при неясных обстоятельствах. Получила известность после гравюры итальянского мастера Энеа Вико из Пармы, сделанной по оригиналу в 1559 году и поднесённой императору Фердинанду I. Другой гравёр, Джакомо Франко (Giacomo Franco; 1550?—1620), в 1600 году приготовил в Венеции новое издание гравюры.
В 1630 году подлинник скрижали Исиды — во время грабежа Мантуи войсками Фердинанда II — исчез, но через некоторое время нашёлся снова; позже был передан на хранение в Туринский музей.
Исследователи Древнего Египта долгое время рассчитывали, что скрижаль содержит ключ к расшифровке иероглифов. Наиболее известная попытка такой расшифровки была предпринята Кирхером в монументальном труде «Египетский Эдип» (опубликован в 1652 году).
Свои интерпретации изображений на скрижали выдвигали также представители разных оккультных и эзотерических традиций (как, например, Элифас Леви), видевшие в ней ключ к расшифровке карт таро, книги Тота и т.д.

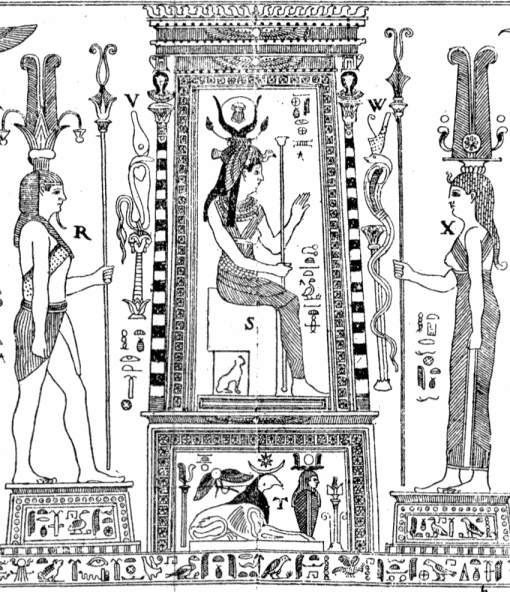
Исида на престоле

## Изображение
На скрижали посредине изображена Исида на престоле; над её головой птица, опускающая крылья к её плечам. Над птицей два стебля лотоса и два рога, соединённые щитом. Исида встречается ещё в десяти различных местах параллелограмма, вместе с другими богами: Гором, Анубисом, Аписом и жрецами. Иероглифическими надписями занят также весь край скрижали.
Современные египтологи пришли к заключению, что артефакт был изготовлен в Риме во второй половине I века нашей эры человеком, который совершенно не понимал иероглифическое письмо и поэтому допустил множество грубых ошибок. Вероятно, предназначалась для использования римскими служителями культа Изиды.